# 2008年8月英國

## 8月31日
- 政府建議戍衛白金漢宮的衛隊（圖）所穿戴的熊皮帽，改以人造物料製成，以保護動物。每日電訊報（页面存档备份，存于）
- 英國首相白高敦呼籲北約及歐盟重新審視對克里姆林宮政府的態度，以防「俄國侵略」更進一步。BBC（页面存档备份，存于）
- 有約60年歷史，由紐西蘭贈送，並被當作演講板的下院公文箱，被文物修復人員發現遭受損毀，經調查後，證實是因為英揆白高敦發言時經常將黑色墨水筆大力戳在文件，間接在公文箱表面戳出小孔，並造成刮花，難以修復。每日電訊報（页面存档备份，存于）

## 8月30日
- 英國財政大臣戴理德在接受《衛報》訪問時承認，英國現正面對60年以來最嚴峻的經濟危機，經濟衰退持續的時間要比大眾預期的長得多。BBC（页面存档备份，存于）
- 什羅普郡大宅焚燬案，搜索人員昨晚在大宅瓦礫中搜出兩具屍體，其身份尚待DNA鑑證。泰晤士報[]、BBC（页面存档备份，存于）、每日電訊報（页面存档备份，存于）

## 8月29日
- 消息指政府建議賦予地方議會權力，購入被收回或無人購買的房屋。BBC（页面存档备份，存于）
- 什羅普郡一座大宅在8月26日清晨懷疑被人縱火而嚴重焚燬，50歲富商及屋主克里斯多夫·福斯特、其49歲妻子及15歲女兒一家至今仍下落不明。由於災場在大火救熄後仍然滿佈瓦礫，救援人員在今天才正式進入起火地點作正式搜索。泰晤士報[]、每日電訊報（页面存档备份，存于）、BBC（页面存档备份，存于）

## 8月28日
- 倫敦警察廳的巴基斯坦裔助理總監塔利克·哈夫（Tarique Ghaffur）召開記者會，表示控告警察廳總監伊恩·布萊爾爵士歧視其種族、宗教及年紀。BBC（页面存档备份，存于）、每日電訊報（页面存档备份，存于）
- 調查發現各政黨在4月至6月收受捐款逾1070萬鎊，比本年首三個月的810萬鎊大幅增加。保守黨及工黨分別獲560萬鎊及380萬鎊捐款。BBC（页面存档备份，存于）

## 8月27日
- 英國外交大臣文禮彬呼籲歐盟及北約採取強硬手段，回應俄羅斯對格魯吉亞的行動。BBC（页面存档备份，存于）
- 選舉委員會批評現時國家選舉機制仍停留於19世紀水平，要求及早改革以簡化選舉程序。BBC（页面存档备份，存于）

## 8月26日
- 逾80名工黨下院議員敦促英揆白高敦向賺取豐厚利潤的能源公司徵收一次性暴利稅，並將收益幫助草根市民。BBC（页面存档备份，存于）
- 牛津一名資訊科技公司經理在拍賣網站eBay以35英鎊購入一部電腦，發現電腦載有包括皇家蘇格蘭銀行（圖）及其子公司在內的100萬名客戶私隱資料。BBC（页面存档备份，存于）
- 國家統計局發表數據，顯示現時全國在約1650萬戶家庭有連接網際網絡，比2007年上升120萬戶，意味全國2/3家庭接通互聯網。BBC（页面存档备份，存于）
- 什羅普郡一座大宅在清晨時份被離奇縱火及焚燬，由於大宅焚燒程度相當嚴重，有關當局未能展開正式搜索，而50歲富商及屋主克里斯多夫·福斯特、其49歲妻子及15歲女兒一家至今仍下落不明。警方調查發現，有人在案發前於涉案古宅、馬廐及狗房開槍擊斃三隻馬及四隻狗，另四部房車被焚。有鄰居透露，大宅起火前曾聽到汽車油罐爆炸的巨響。每日電訊報（页面存档备份，存于）、泰晤士報[]、BBC（页面存档备份，存于）

## 8月25日
- 蘇格蘭阿伯丁一名女子縱火燒死同房及另一名婦人，被法庭判監八年。BBC（页面存档备份，存于）
- 北京奧運國家代表隊返抵倫敦。泰晤士報（页面存档备份，存于）

## 8月24日
- 卡洛兒·戴卓爾出書首次證實其母親，前保守黨首相戴卓爾夫人正與癡呆症搏鬥，而且曾多次中風。BBC（页面存档备份，存于）、每日電訊報（页面存档备份，存于）
- 倫敦市長鮑里斯·約翰遜在北京奧運閉幕禮中接過奧運會會旗，碧咸等人亦參與了英國在閉幕禮中的表演。每日電訊報（页面存档备份，存于）
- 北京奧運閉幕，英國共奪得19面金牌、13面銀牌及15面銅牌，無論是金牌數目抑或是獎牌總數都是位列第四。BBC（页面存档备份，存于）
- 一名18歲青年在東倫敦被人用刀刺死，是倫敦今年以來第24宗同類案件。每日電訊報（页面存档备份，存于）

## 8月23日
- 資訊專員辦公室統計資料顯示，自去年11月至今，英國平均每月有逾千份個人私隱資料失竊。BBC（页面存档备份，存于）
- 國家隊在北京奧運取得19面金牌，創下參與奧運逾百年以來的最佳成績。身在北京的英揆白高敦表示會提議向有功的運動員授勳。BBC（页面存档备份，存于）

## 8月22日
- 一名英籍婦人在中國北京示威要求解放西藏時遭公安帶走，在未經審訊下被判囚10日。
- 英國首相白高敦（圖）抵達北京，準備出席8月24日北京奧運閉幕典禮。白高敦另外與中華人民共和國主席胡錦濤舉行會談，會上要求中國早日開放新聞自由。BBC（页面存档备份，存于）
- 國家統計局最新統計數字顯示，4月至6月的經濟錄得零增長。BBC（页面存档备份，存于）
- 曾因性侵犯兩名女童而曾被越南法院監禁27月的搖滾樂歌手加里·格里特抵達英國希思羅機場後，被法庭頒令要簽署性罪犯登記冊，接受監察。BBC（页面存档备份，存于）
- 皇家郵政與中國郵政聯合發行郵票，以誌北京奧運閉幕典禮的奧運會會旗交接儀式。BBC（页面存档备份，存于）

## 8月21日
- 因性侵犯兩名女童而曾被越南法院監禁的搖滾樂歌手加里·格里特經泰國抵達香港，但被香港入境處拒絕入境，並正被遣返英國。BBC（页面存档备份，存于）、每日電訊報（页面存档备份，存于）
- GCSE放榜，本年獲評「A*」至「C」級的考卷由去年的63.3%升至今年的65.7%，是自1990年以來最大的年度升幅；至於整體合格率亦升至98.4%。BBC（页面存档备份，存于）
- 英揆白高敦到訪阿富汗赫爾曼德省探訪駐守當地的英軍。BBC（页面存档备份，存于）

## 8月20日
- 3年前因為性侵犯兩名女童而被越南法院判監的搖滾樂歌手加里·格里特早前刑滿出獄，但入境泰國時遭出入境當局拒絕。泰國出入境當局原計劃將格里特無條件遣返英國，但格里特選擇乘飛機前往香港。每日電訊報（页面存档备份，存于）、BBC（页面存档备份，存于）
- 競爭委員會發表初步調查報告，指座擁全國七個機場的BAA公司須出售其中三個機場，以免造成惡性壟斷。BBC（页面存档备份，存于）

## 8月19日
- 奧運部長蔣黛思表示撥歸2012年倫敦奧運的93億2500萬英鎊款項已是上限，當局不會再增撥款項。BBC（页面存档备份，存于）
- 有國防部工會入稟倫敦高等法院，提出就國防部計劃裁減5,000名文職人員一事進行司法覆核。BBC（页面存档备份，存于）
- 英國工黨政治家李歐·亞邑斯（Leo Abse）因病逝世，終年91歲。亞邑斯生於1917年4月22日，1958年至1987年擔任下議院，任內曾提倡男同性戀性行為及離婚合法化，並引入相關草案。亞邑斯曾兩次結婚，第一段婚姻中育有一子一女。泰晤士報[]、BBC（页面存档备份，存于）

## 8月18日
- 英籍新婚夫婦於7月在安提瓜島（圖）渡蜜月時在酒店房內遭槍殺一案，當地警方拘捕兩名疑犯。每日電訊報（页面存档备份，存于）
- 繼巴基斯坦總統穆沙拉夫宣佈辭職後，外相文禮彬呼籲該國進行「徹底改革」。BBC（页面存档备份，存于）
- 英國歷來最年輕的恐怖份子──犯案時僅16歲的哈馬德·孟希（Hammaad Munshi）被法庭裁定擁有凝固汽油彈製作指引罪名成立，現面臨判罰入獄。泰晤士報（页面存档备份，存于）

## 8月17日
- 兩部小型飛機在高雲地利機場5公里附近的半空相撞，5人死亡。泰晤士報[]
- 外相文禮彬表示向俄國對格魯吉亞的「侵略」作出譴責，並要求俄軍「立即撤離」格魯吉亞。BBC（页面存档备份，存于）

## 8月16日
- 司法部意外遺失逾45,000名人士的個人私隱資料。泰晤士報[]
- 國家隊今日在北京奧運一連取得四面金牌。BBC（页面存档备份，存于）
- 22名下院議員聯署動議，要求日後就職宣誓時，可選擇效忠於所屬選區，以企圖打破現行強制要效忠女皇的做法。BBC（页面存档备份，存于）

## 8月15日
- 保守黨黨魁甘民樂（圖）即將前往格魯吉亞首都第比利斯，商討當地與俄國的緊張局勢。BBC（页面存档备份，存于）
- 資歷及課程局（QCA）宣佈終止與歐洲教育考試服務中心（ETS）的合約，以懲罰ETS早前未能按時評核所有全國公開試試卷，導致英格蘭上百萬名11及14歲學生未能如常於7月5日取得成績表一事。BBC（页面存档备份，存于）

## 8月14日
- 英鎊持續疲弱，兌美元匯價一度跌至1.8617美元，而英鎊兌一籃子貨幣的匯價亦跌至1996年以來最低點。BBC（页面存档备份，存于）
- A-Level放榜，本年整體合格率由96.9%升至97.2%，整體有25.9%學生考獲A級，當中北愛爾蘭地區有逾1/3人考取A級成績。不過英格蘭不同地區學生考取A級的比例，卻出現重大差異，英格蘭東南部有逾29.1%考生取得A級，但英格蘭東北部的比率只有19.8%。BBC（页面存档备份，存于）
- 現任英格蘭遺產主席的保守黨政治家布魯斯-洛克哈特勳爵（Lord Bruce-Lockhart）因癌症逝世，終年66歲。布魯斯-洛克哈特生於1942年5月4日，早年曾隨家人遷居羅德西亞及澳洲，後來遷回英格蘭肯特郡，1997年至2005年出任肯特郡議會領袖，2004年至2007年任地方政府協會主席，2007年出任英格蘭遺產主席，直到病逝。布魯斯-洛克哈特早年獲OBE勳銜，2002年封爵士，2006年再成為終身貴族。布魯斯-洛克哈特勳爵身後遺下妻子及三名兒子。BBC（页面存档备份，存于）、肯特新聞

## 8月13日
- 工黨黨籍，現任下議院蘇格蘭格倫羅西斯選區議員約翰·麥克杜格爾（John MacDougall）因患間皮瘤去世，享年60歲。麥克杜格爾在1947年12月8日出生，2001年起當選下院中法夫選區議員，至2005年選區改劃，改任格倫羅西斯選區議員。他死後遺下之議席將進行補選。BBC（页面存档备份，存于）
- 國家統計局公佈，6月失業人數急升至167萬人，比4月大增6萬人，官方失業率亦升至5.4%。BBC（页面存档备份，存于）

## 8月12日
- 英國通漲在7月急升至4.4%，創1997年有紀錄以來的新高。BBC（页面存档备份，存于）
- 警方繼續調查兩名中國籍男女在紐卡素一個住宅單位內被刀插死的案件，證據顯示兩死者在死亡前一小時曾遭虐打。BBC（页面存档备份，存于）
- 英國廣泛地區下暴雨，環境局向威爾斯、北愛爾蘭、英格蘭中部、東英吉利亞及倫敦發出氾濫警報。泰晤士報[]

## 8月11日
- 英揆白高敦警告俄羅斯在格魯吉亞的軍事行動正造成「人道大災難」，並呼籲俄國停止有關軍事衝突。BBC（页面存档备份，存于）
- 一名英籍男子在澳洲悉尼參加健步跑活動，臨近終點時突然倒地昏迷，經救護員到場搶救後不治。泰晤士報[]
- BBC一台前主管比爾·科頓爵士（Sir Bill Cotton）逝世，終年80歲。BBC（页面存档备份，存于）

## 8月10日
- 單車手妮科爾·庫克（圖）在北京奧運中的女子單車個人公路賽中奪金，是英國在北京奧運取得的第一面金牌，也是英國自參加現代奧運以來第二百面金牌。BBC（页面存档备份，存于）
- 國會一個由下院議員及上院貴族組成的跨黨派委員會促請政府儘早為英國引入《權利法案》。BBC（页面存档备份，存于）
- 一對華人男女被發現倒斃於紐卡素一個住宅單位內，警方初步相信是謀殺。BBC（页面存档备份，存于）

## 8月9日
- 具有過百年歷史，位於波茅斯的溫特渥女子書院早前因財政困難面臨關閉，現有學生家願意出資挽救。泰晤士報[]
- 四名環保人士企圖闖入肯特一個發電廠，企圖關閉電廠示威不遂被捕。每日電訊報（页面存档备份，存于）
- 諾森伯里亞警隊警察總長斯坦利·貝利爵士（Sir Stanley Bailey）在紐卡素普通科醫院去世，終年81歲。貝利生於倫敦，家中五名孩子排行最小，1947年加入大都會警隊，1973年獲授女皇警察獎章，1975年調往諾森伯里亞警隊任警察總長，並於1980年代先後獲勳CBE勳銜及爵士，1991年卸任，2005年中風至逝世為止。貝利兩次結婚，首任妻子麗泰（Rita）結婚47年，1997年去世，其後再娶女子莫林（Maureen）為妻。BBC（页面存档备份，存于）

## 8月8日
- 第29屆夏季奧林匹克運動會在中國北京「鳥巢」開幕，英國運動團成員由兼任持旗手的游泳選手馬克·福斯特帶領進場；著名女歌手莎拉·布萊曼亦在開幕禮中參與獻唱京奧主題曲《我和你》；皇室成員安妮公主（圖）亦有出席典禮。BBC（页面存档备份，存于）
- 有消息指有高級公務員接連與保守黨影子內閣成員進行秘密非正式接洽，意味白廳公務員已開始準備保守黨上台掌政。每日電訊報（页面存档备份，存于）
- 政府最近一項調查將流感列作英國頭號安全威脅。BBC（页面存档备份，存于）

## 8月7日
- 英倫銀行決定繼續維持利率於百分之五。BBC（页面存档备份，存于）
- 財政部否認正計劃讓置業人士延遲繳交印花稅。BBC（页面存档备份，存于）

## 8月6日
- 有消息指現年87歲的皇夫菲臘親王患上前列腺癌，皇夫至今未有因此縮減其官式活動。每日電訊報（页面存档备份，存于）
- 一名婦人在肯特一個火車站月台非吸煙區，因勸止兩名青年吸煙，結果被推落路軌受傷。泰晤士報[]

## 8月5日
- 有奧林匹克委員會成員透露，鑑於北京奧運環球火炬傳遞（圖）造成嚴重混亂，2012年倫敦奧運可能會取消境外火炬傳遞。泰晤士報[]
- 在野保守黨及自由民主黨大力反對政府計劃為北岩銀行注入現金30億英鎊，擔心此舉會置納稅人於險境。BBC（页面存档备份，存于）

## 8月4日
- 政府計劃禁用「肥胖」（obese）來形容「過重」（overweight）兒童。泰晤士報（页面存档备份，存于）
- 在野保守黨批評英格蘭學校的「貧富差距」愈來愈大，貧困地區的學生公開試成績遠比富裕地區落後。BBC（页面存档备份，存于）

## 8月3日
- 繼外相文禮彬後，前任英揆及前工黨黨魁貝理雅公開批評英揆白高敦的管治「糟糕」及「空虛」。每日電訊報（页面存档备份，存于）
- 內閣的財相戴理德、下議院領袖兼掌璽大臣夏雅雯及創新大學及技能大臣鄧俊安三人，公開表態支持英揆白高敦。 BBC（页面存档备份，存于）
- 有英國聖公會傳統派主教不滿坎特伯雷大主教羅恩·威廉斯企圖就女性主教及同性戀主教進行妥協，現正醞釀反抗。泰晤士報（页面存档备份，存于）

## 8月2日
- 有前英軍駐阿富汗司令透露，有證據顯示有英國穆斯林資助塔利班襲擊當地英軍。泰晤士報（页面存档备份，存于）
- 有報章披露英揆白高敦即將換閣，以挽救管治威信，唐寧街拒絕就傳聞評論。BBC（页面存档备份，存于）
- 掌璽大臣夏雅雯推翻早前指政府已決定為前首相戴卓爾夫人（圖）一旦離世會舉行國葬的傳言，並非屬實。BBC（页面存档备份，存于）
- 貴族及銀行家海德的第三代阿什頓勳爵（3rd Lord Ashton of Hyde）逝世，終年81歲。阿什頓勳爵原名托馬斯·約翰·阿什頓（Thomas John Ashton），1926年11月19日出生，早年入讀伊頓公學及牛津大學新學院，曾在皇家告羅士打郡輕騎兵隊任少校，1969年至1987年為巴克萊銀行董事，1983年世襲父親爵位，直到去世，死後爵位由長子世襲。泰晤士報

## 8月1日
- 英國航空表示燃油成本大幅上漲一倍，導致盈利劇減，屬於史無前例，機票加價將無可避免。每日電訊報（页面存档备份，存于）、BBC（页面存档备份，存于）
- 政府計劃向能源公司收取暴利稅，以平息民眾對高能源價格的強烈不滿。BBC（页面存档备份，存于）

| 依月份排列新聞動態 |
| \| - 2014年英國：1月 - 2月 - 3月 - 4月 - 5月 - 6月 - 7月 - 8月 - 9月 - 10月 - 11月 - 12月 - 2013年英國：1月 - 2月 - 3月 - 4月 - 5月 - 6月 - 7月 - 8月 - 9月 - 10月 - 11月 - 12月 - 2012年英國：1月 - 2月 - 3月 - 4月 - 5月 - 6月 - 7月 - 8月 - 9月 - 10月 - 11月 - 12月 - 2011年英國：1月 - 2月 - 3月 - 4月 - 5月 - 6月 - 7月 - 8月 - 9月 - 10月 - 11月 - 12月 - 2010年英國：1月 - 2月 - 3月 - 4月 - 5月 - 6月 - 7月 - 8月 - 9月 - 10月 - 11月 - 12月 - 2009年英國：1月 - 2月 - 3月 - 4月 - 5月 - 6月 - 7月 - 8月 - 9月 - 10月 - 11月 - 12月 - 2008年英國：1月 - 2月 - 3月 - 4月 - 5月 - 6月 - 7月 - 8月 - 9月 - 10月 - 11月 - 12月 檢閱 \| |
| - 2014年英國：1月 - 2月 - 3月 - 4月 - 5月 - 6月 - 7月 - 8月 - 9月 - 10月 - 11月 - 12月 - 2013年英國：1月 - 2月 - 3月 - 4月 - 5月 - 6月 - 7月 - 8月 - 9月 - 10月 - 11月 - 12月 - 2012年英國：1月 - 2月 - 3月 - 4月 - 5月 - 6月 - 7月 - 8月 - 9月 - 10月 - 11月 - 12月 - 2011年英國：1月 - 2月 - 3月 - 4月 - 5月 - 6月 - 7月 - 8月 - 9月 - 10月 - 11月 - 12月 - 2010年英國：1月 - 2月 - 3月 - 4月 - 5月 - 6月 - 7月 - 8月 - 9月 - 10月 - 11月 - 12月 - 2009年英國：1月 - 2月 - 3月 - 4月 - 5月 - 6月 - 7月 - 8月 - 9月 - 10月 - 11月 - 12月 - 2008年英國：1月 - 2月 - 3月 - 4月 - 5月 - 6月 - 7月 - 8月 - 9月 - 10月 - 11月 - 12月 檢閱       |